# Micromonodes leucosticta
Micromonodes leucosticta là một loài bướm đêm trong họ Noctuidae.